# Чили на зимних Олимпийских играх 1956
Чили принимала участие в Зимних Олимпийских играх 1956 года в Кортина-д’Ампеццо (Италия) в третий раз за свою историю, но не завоевала ни одной медали.

## Состав сборной
Страну представляли 3 спортсмена: все — мужчины, все — горнолыжники. Самым молодым участником сборной был 19-летний Висенте Вера, самым старшим — 33-летний Артуро Аммерсли.

## Результаты

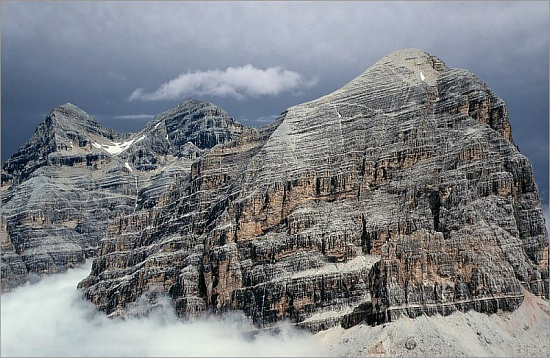
Гора Тофана

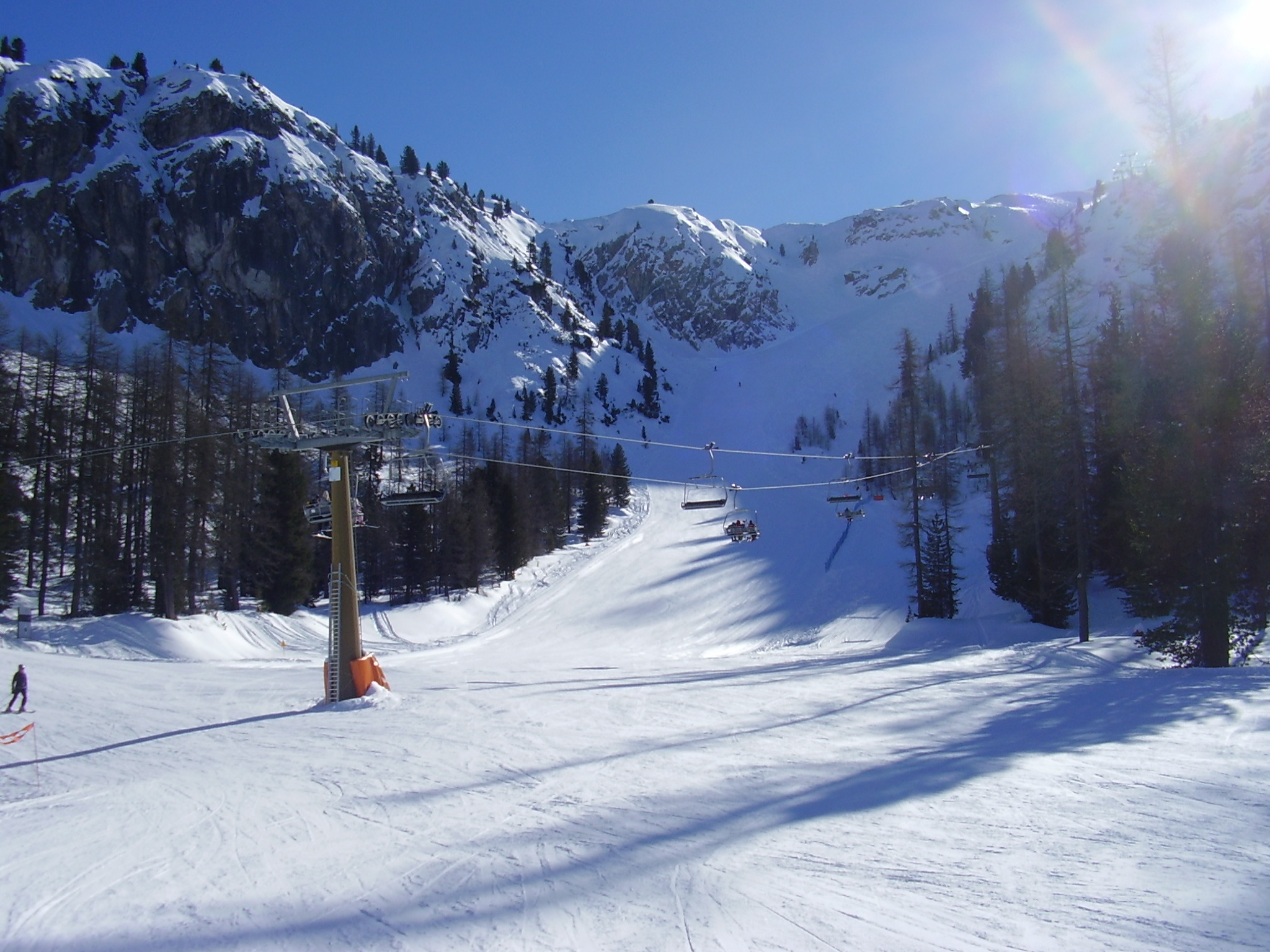
Гора Фалория

Лучшим результатом для сборной стало 41 место Висенте Веры в скоростном спуске.

### Горнолыжный спорт
Соревнования прошли с 27 января по 3 февраля в районе горы Тофана, за исключением соревнований по гигантскому слалому среди мужчин, проходивших на горе Фалория. Данные соревнования одновременно считались соревнованиями 14-го чемпионата мира по горнолыжному спорту.
Мужчины
| Соревнование      | Спортсмен        | Время          | Место |
| ----------------- | ---------------- | -------------- | ----- |
| Скоростной спуск  | Висенте Вера     | 4:25,4         | 41    |
| Гигантский слалом | Висенте Вера     | 4:10,6         | 72    |
| Гигантский слалом | Серхио Наваррете | 4:20,3         | 78    |
| Гигантский слалом | Артуро Аммерсли  | 4:20,4         | 79    |
| Слалом            | Висенте Вера     | 287,7          | 44    |
| Слалом            | Артуро Аммерсли  | 302,9          | 51    |
| Слалом            | Серхио Наваррете | не финишировал | —     |